# شون لي (ممثل)
شون لي هو ممثل سنغافوري، ولد في 11 فبراير 1990 في سنغافورة.

## وصلات خارجية
- شون لي على موقع IMDb (الإنجليزية)
- شون لي على موقع قاعدة بيانات الفيلم (الإنجليزية)